# Андрей Модич
Андрей Модич (босн. Andrej Modić, нар. 7 березня 1996, Баня-Лука) — боснійський футболіст, півзахисник клубу «Желєзнічар». Виступав, зокрема, за клуби «Віченца», «Брешія» та «Ренде», а також молодіжну збірну Боснії і Герцеговини.

## Клубна кар'єра

### Молодіжний рівень
Народився 7 березня 1996 року в місті Баня-Лука. У дитинстві разом з родиною переїхав до Ломбардії, виступав у міланській футбольній школі; у 2010 році його помітили скаути «Мілану» й вже незабаром Андрей був включений до юнацької команди «Мілану» U-15, яка виступала в юнацькому чемпіонаті Італії. У складі «городян» виступав протягом усього етапу молодіжної кар'єри, з 2013 року виступав у молодіжній Серії A. В своєму дебютному сезоні в Серії A Прімавери зіграв 13 матчів та відзначився 2-ма голами, ще 1 матч зіграв у фінальній частині турніру, провів 2 поєдинки в молодіжному кубку Італії 2013/14, а також зіграв 4 матчі та відзначився 1 голом у Турнірі Віареджо 2013. Провів 3 поєдинки в Юнацькій лізі УЄФА 2013/14. У наступному сезоні в Прімавері зіграв 13 матчів та відзначився 2-а голами.

### Оренди в «Віченцу», «Брешію» та «Ренде»
5 серпня 2015 року було оголошено про оренду Андрея «Віченцою», яка виступала в Серії B. Зіграв у 12 матчах чемпіонату. 15 липня 2016 року був відданий в оренду до «Брешії». Наприкінці сезону повернувся до «Мілану», але потім знову був відданий в оренду, цього разу до клубу Серії C «Ренде», в якому відіграв сезон 2017/18 років.

### «Желєзнічар»
26 січня 2018 року перейшов у сараєвський «Желєзнічар», підписавши з клубом 3-річний контракт. 

## Виступи за збірні
З 13 років почав залучатися до юнацьких збірних Боснії і Герцеговини. 2012 року дебютував у складі юнацької збірної Боснії і Герцеговини, взяв участь у 15 матчах на юнацькому рівні, відзначившись одним голом.
Протягом 2014–2015 років залучався до складу молодіжної збірної Боснії і Герцеговини. Залучався до матчів кваліфікації Молодіжного чемпіонату Європи 2015 року. На молодіжному рівні зіграв у 4 офіційних матчах.

## Статистика виступів

### Статистика клубних виступів
| Сезон             | Команда           | Чемпіонат         | Чемпіонат | Чемпіонат | Національний кубок | Національний кубок | Національний кубок | Континентальні кубки | Континентальні кубки | Континентальні кубки | Інші змагання | Інші змагання | Інші змагання | Усього | Усього |
| Сезон             | Команда           | Ліга              | Ігор      | Голів     | Ліга               | Ігор               | Голів              | Ліга                 | Ігор                 | Голів                | Ліга          | Ігор          | Голів         | Ігор   | Голів  |
| ----------------- | ----------------- | ----------------- | --------- | --------- | ------------------ | ------------------ | ------------------ | -------------------- | -------------------- | -------------------- | ------------- | ------------- | ------------- | ------ | ------ |
| 2015–16           | «Віченцою»        | B                 | 12        | 0         | КІ                 | 1                  | 0                  | -                    | -                    | -                    | -             | -             | -             | 13     | 0      |
| 2016–17           | «Брешія»          | B                 | 3         | 0         | КІ                 | 1                  | 0                  | -                    | -                    | -                    | -             | -             | -             | 4      | 0      |
| 2017-січ. 2018    | «Ренде»           | C                 | 5         | 0         | КІ+CI-C            | 0+1                | 0                  | -                    | -                    | -                    | -             | -             | -             | 6      | 0      |
| січ.-чер. 2018    | «Желєзнічар»      | ПЛ                | 0         | 0         | КБ                 | 0                  | 0                  | ЛЄ                   | -                    | -                    | -             | -             | -             | 0      | 0      |
| Усього за кар'єру | Усього за кар'єру | Усього за кар'єру | 20        | 0         |                    | 3                  | 0                  |                      | -                    | -                    |               | -             | -             | 23     | 0      |

## Стиль гри
Виступає на позиції центрального півзахисника, має прекрасні техніку та лідерські навички.

## Досягнення
«Желєзнічар»
- Кубок Боснії і Герцеговини
  -  Володар (1): 2017/18